# Spårvidd 800 mm
800 mm är en numera ganska ovanlig spårvidd på järnvägsspår, men finns i bland annat Schweiz. Då spårvidden är mindre än 1 435 mm (normalspår) räknas 800 mm som smalspår. Det vanligare smalspåret i Sverige är 891 mm.

## Spår- och järnvägar med 800 mm spårvidd iSchweiz
- Brienz-Rothorn-Bahn, Brienz - Rothorn
- Ferrovia Monte Generoso, Capolago - Generoso
- Jungfraubahn, Kleine Scheidegg - Jungfraujoch, Kuggstångsbana
- Pilatusbahn, Alpnachstad - Pilatus Kulm
- Riffelalptram, Riffelalp
- Schynige Platte-Bahn, Wilderswil - Schynige Platte
- Transports Montreux-Vevey-Riviera
- Wengernalpbahn, Lauterbrunnen - Grindelwald

## Spår- och järnvägar med 800 mm spårvidd iStorbritannien
- Snowdon Mountain Railway

## Spår- och järnvägar med 800 mm spårvidd iTyskland
- Ernstbahn, Braunfels - Philippstein